# Хісматуллін Магафур Хісматуллович
Магафур Хісматуллович Хісматуллін (башк. Мәғәфүр Хисмәтулла улы Хисмәтуллин; 25 січня 1915, аул Новокубово, Уфимська губернія — 5 жовтня 2004, Уфа) — співак (тенор), режисер і педагог. Заслужений артист Башкирської АРСР (1949). Народний артист Башкирської АРСР (1953). Заслужений артист РРФСР (1955). Народний артист РРФСР (1965).

## Біографія
Магафур Хісматуллович Хісматуллін народився 23 січня 1915 року в аулі Новокубово Уфимського повіту Уфимської губернії в бідній селянській родині. Батько зник безвісти на фронті в 1914 році. Його троє синів виховувалися у матері. У 1929 році вступили в колгосп.
У 1929 році Магафур Хісматуллович закінчив 4 класи середньої школи. Восени 1930 року вступив на курси мостовщиків в місті Уфі. Після закінчення курсів він працював мостовщиком на залізниці до вересня 1931 року.
1931-1935 роки — навчання на театральному відділенні Башкирського технікуму мистецтв (Уфа),
1936-1938 роки — навчання на Башкирському відділенні Московської консерваторії імені П. І. Чайковського(клас Є. В. Єноховича).
1932-1936 роки — робота в Башкирському театрі драми, Баймацькому (нині Сібайському) колгоспно-совхозному театрі;
З 1932 року — соліст Башкирського Державного театру опери та балету.
З 1965 року викладач Уфимського училища мистецтв.
З 1969 року викладач Уфимського інституту мистецтв.
У 1963—1967 роках Магафур Хісматуллович був головним режисером Башкирського державного театру опери та балету.

## Творчість
Партії в операх: Бомелій («Царська наречена»), Єрошка («Князь Ігор»), Пантелей Мелехов («Тихий Дон» Дзержинського), Сиплий («Оптимістична трагедія» Холминова), Шатморат («Карлугас» Чемберджі), Гайнулла, Яппар («Хвилі Агіделі», «Кодаса» Ісмагілова), Цар («Акбузат» Спадавеккіа і Заїмова). Найбільш значні оперні постановки: «Кармен», «Князь Ігор», «Пікова дама», «Витівки Майсари» Юдакова, «Шаура» і «Кодаса» (обидві Ісмагілова), «Сучасники» Ахметова.
Магафур Хісматуллович Хісматуллін був першим виконавцем партії Салават Юлаєв («Салават Юлаєв» Ісмагілова, 1955).

## Громадська діяльність
Обирався депутатом Верховної Ради Башкирської АРСР 6 скликання.

## Звання та нагороди
Республіканська премія імені Салавата Юлаєв (1969) — за концертно-виконавську діяльність.
Нагороджений орденами Трудового Червоного Прапора, «Знак пошани».

## Пам'ять
- У Іглінському районі Республіки Башкортостан проводиться конкурс пісні «Башкирський соловей» імені М. Хісматулліна.
- У його рідному селі Новокубово в 2005 році встановили бюст співака. У 2006 році Новокубовській початковій школі присвоєно його ім'я.
- У 2008 році у Башкирському видавництві «Китап» імені Зайнаб Біїшевої випущений барвистий ілюстрований фотоальбом «Магафур Хісматуллін. Життя і творчість» (автор-упорядник — Фатіма Біцієва).